# Kávé (növénynemzetség)
A kávé (Coffea) a buzérfélék (Rubiaceae) családjának egyik nemzetsége, melynek megnevezésére a kávécserje vagy kávéfa nevet is használják. A kávéfajok Afrika és Ázsia trópusi területein, illetve Dél-Afrikában őshonos cserjék vagy kis fák. A termése a világ egyik legértékesebb és legszélesebb körben forgalmazott árucikkének számít, és több ország fontos exportterméke, köztük főleg közép- és dél-amerikai, továbbá ázsiai és afrikai országokkal (→ kávé).
Két kávéfaj értékes és széles körben elterjedt haszonnövény, mert terméseik magjaiból (kávészemek, kávébabok) készítik a kávét. A világ kávétermesztésének mintegy 75–80%-át az arab kávé (Coffea arabica), míg mintegy 20%-át a robuszta kávé (Coffea canephora) adja. Egyes országok fontos exportterménye a kávébab.

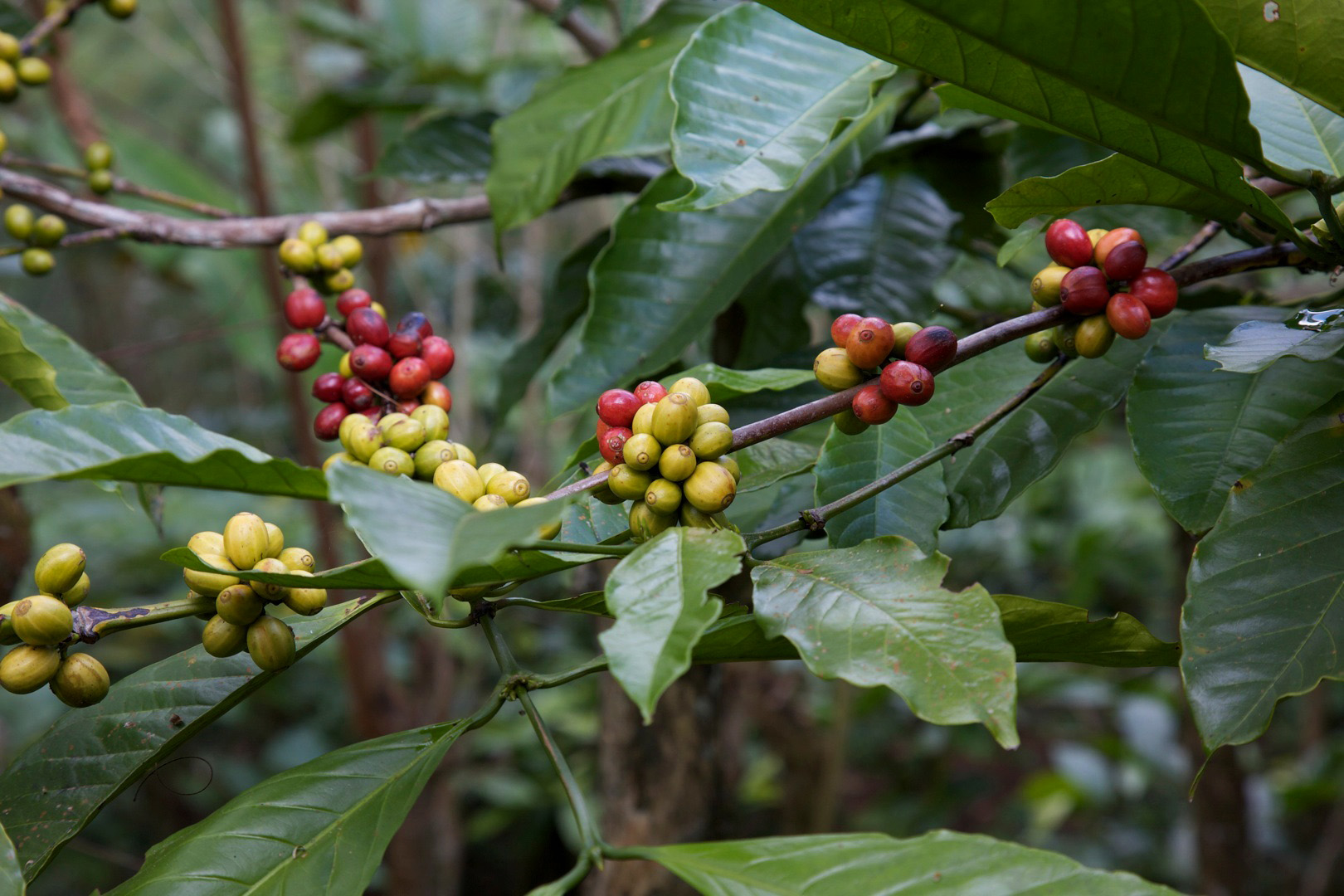
Kávécserje termései Balin

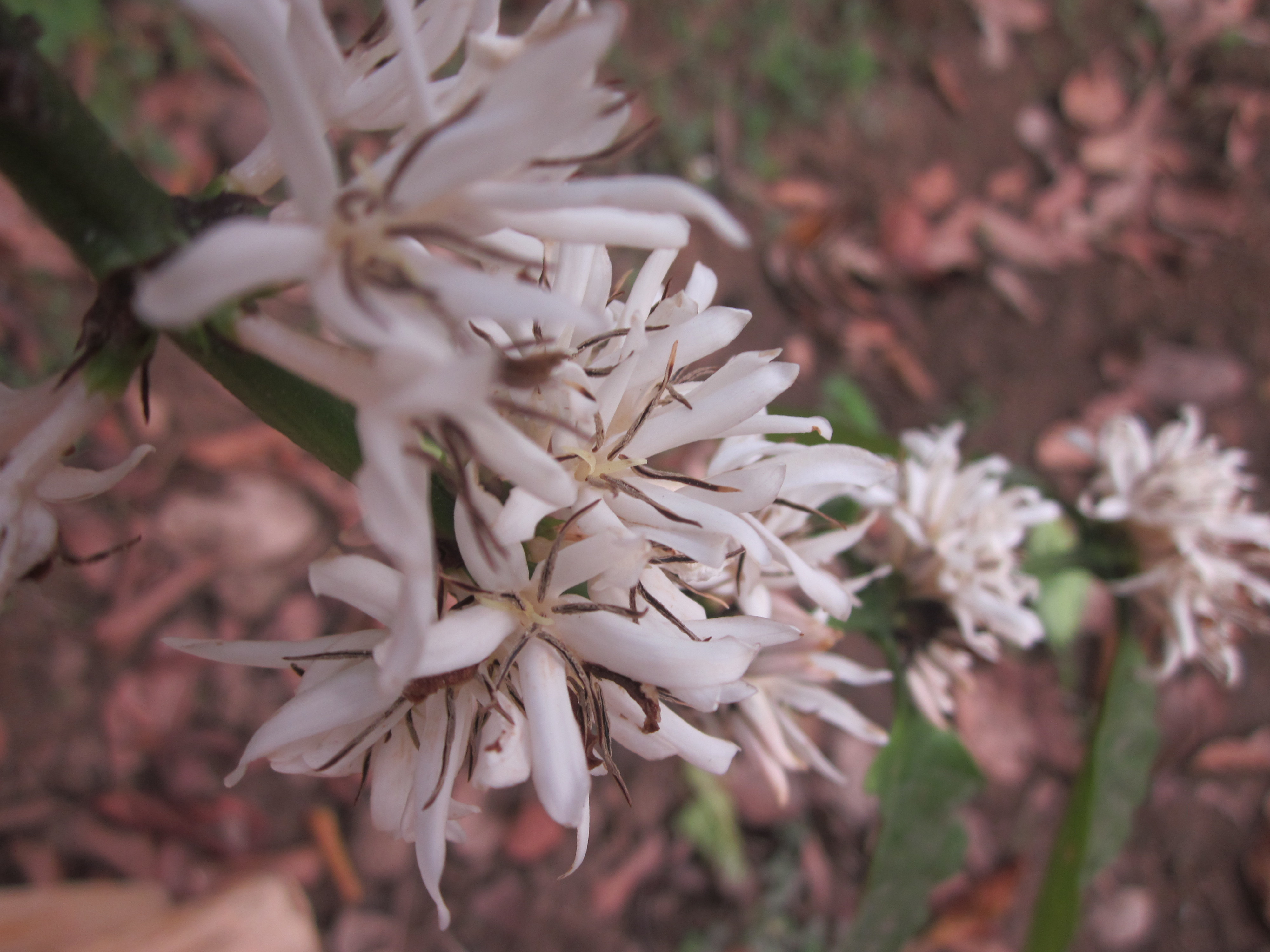
Kávécserje virágai

## Fajai
A jelenleg elfogadott fajok listája:
| - Coffea abbayesii J.-F.Leroy - Coffea affinis De Wild. - Coffea alleizettii Dubard - Coffea ambanjensis J.-F.Leroy - Coffea ambongenis J.-F.Leroy ex A.P.Davis & Rakotonas. - Coffea andrambovatensis J.-F.Leroy - Coffea ankaranensis J.-F.Leroy ex A.P.Davis & Rakotonas. - Coffea anthonyi Stoff. & F.Anthony - Coffea arabica L. – arab kávé - Coffea arenesiana J.-F.Leroy - Coffea augagneurii Dubard - Coffea bakossii Cheek & Bridson - Coffea benghalensis Roxb. ex Schult. = Psilanthus bengalensis (Roxb. ex Schult.) J.-F.Leroy - Coffea bertrandii A.Chev. - Coffea betamponensis Portères & J.-F.Leroy - Coffea bissetiae A.P.Davis & Rakotonas. - Coffea boinensis A.P.Davis & Rakotonas. - Coffea boiviniana A.P.Davis & Rakotonas. - Coffea bonnieri Dubard - Coffea brassii (J.-F.Leroy) A.P.Davis - Coffea brevipes Hiern - Coffea bridsoniae A.P.Davis & Mvungi - Coffea buxifolia A.Chev. - Coffea canephora Pierre ex A.Froehner(syn.: Coffea robusta L.Linden) – robuszta kávé - Coffea carrissoi A.Chev. - Coffea charrieriana Stoff. & F.Anthony - Coffea cochinchinensis Pierre ex Pit. = Psilanthus cochinchinensis (Pierre ex Pit.) J.-F.Leroy - Coffea commersoniana (Baill.) A.Chev. - Coffea congensis A.Froehner – kongói kávé - Coffea costatifructa Bridson - Coffea coursiana J.-F.Leroy - Coffea dactylifera Robbr. & Stoff. - Coffea decaryana J.-F.Leroy - Coffea dubardii Jum. - Coffea ebracteolata (Hiern) Brenan = Psilanthus ebracteolatus Hiern - Coffea eugenioides S.Moore - Coffea fadenii Bridson - Coffea farafanganensis J.-F.Leroy - Coffea floresiana Boerl. = Psilanthus floresianus (Boerl.) J.-F.Leroy - Coffea fotsoana Stoff. & Sonké - Coffea fragilis J.-F.Leroy - Coffea fragrans Wall. ex Hook.f. = Psilanthus fragrans (Wall. ex Hook.f.) J.-F.Leroy | - Coffea gallienii Dubard - Coffea grevei Drake ex A.Chev. - Coffea heimii J.-F.Leroy - Coffea x heterocalyx Stoff. - Coffea homollei J.-F.Leroy - Coffea horsfieldiana Miq. = Psilanthus horsfieldianus (Miq.) J.-F.Leroy - Coffea humbertii J.-F.Leroy - Coffea humblotiana Baill. - Coffea humilis A.Chev. - Coffea jumellei J.-F.Leroy - Coffea kapakata (A.Chev.) Bridson - Coffea kianjavatensis J.-F.Leroy - Coffea kihansiensis A.P.Davis & Mvungi - Coffea kimbozensis Bridson - Coffea kivuensis Lebrun - Coffea labatii A.P.Davis & Rakotonas. - Coffea lancifolia A.Chev. - Coffea lebruniana Germ. & Kester = Psilanthus lebrunianus (Germ. & Kester) J.-F.Leroy ex Bridson - Coffea leonimontana Stoff. - Coffea leroyi A.P.Davis - Coffea liaudii J.-F.Leroy ex A.P.Davis - Coffea liberica Hiern – libériai kávé, erdei kávé - Coffea ligustroides S.Moore - Coffea littoralis A.P.Davis & Rakotonas. - Coffea lulandoensis Bridson - Coffea mabesae (Elmer) J.-F.Leroy = Psilanthus mabesae (Elmer) J.-F.Leroy - Coffea macrocarpa A.Rich. - Coffea madurensis Teijsm. & Binn. ex Koord. - Coffea magnistipula Stoff. & Robbr. - Coffea malabarica (Sivar., Biju & P.Mathew) A.P.Davis - Coffea mangoroensis Portères - Coffea manombensis A.P.Davis - Coffea mapiana Sonké, Nguembou & A.P.Davis - Coffea mauritiana Lam. - Coffea mayombensis A.Chev. - Coffea mcphersonii A.P.Davis & Rakotonas. - Coffea melanocarpa Welw. ex Hiern - Coffea merguensis Ridl. - Coffea millotii J.-F.Leroy - Coffea minutiflora A.P.Davis & Rakotonas. - Coffea mogenetii Dubard - Coffea mongensis Bridson | - Coffea montekupensis Stoff. - Coffea montis-sacri A.P.Davis - Coffea moratii J.-F.Leroy ex A.P.Davis & Rakotonas. - Coffea mufindiensis Hutch. ex Bridson - Coffea myrtifolia (A.Rich. ex DC.) J.-F.Leroy - Coffea namorokensis A.P.Davis & Rakotonas. - Coffea neobridsoniae A.P.Davis - Coffea neoleroyi A.P.Davis - Coffea perrieri Drake ex Jum. & H.Perrier - Coffea pervilleana (Baill.) Drake - Coffea pocsii Bridson - Coffea pseudozanguebariae Bridson - Coffea pterocarpa A.P.Davis & Rakotonas. - Coffea racemosa Lour. – vadkávé - Coffea rakotonasoloi A.P.Davis - Coffea ratsimamangae J.-F.Leroy ex A.P.Davis & Rakotonas. - Coffea resinosa (Hook.f.) Radlk. - Coffea rhamnifolia (Chiov.) Bridson - Coffea richardii J.-F.Leroy - Coffea sahafaryensis J.-F.Leroy - Coffea sakarahae J.-F.Leroy - Coffea salvatrix Swynn. & Philipson - Coffea sambavensis J.-F.Leroy ex A.P.Davis & Rakotonas. - Coffea sapinii (De Wild.) A.P.Davis - Coffea schliebenii Bridson - Coffea semsei (Bridson) A.P.Davis - Coffea sessiliflora Bridson - Coffea stenophylla G.Don – szenegáli kávé, felföldi kávé - Coffea tetragona Jum. & H.Perrier - Coffea togoensis A.Chev. - Coffea toshii A.P.Davis & Rakotonas. - Coffea travancorensis Wight & Arn. = Psilanthus travancorensis (Wight & Arn.) J.-F.Leroy - Coffea tricalysioides J.-F.Leroy - Coffea tsirananae J.-F.Leroy - Coffea vatovavyensis J.-F.Leroy - Coffea vavateninensis J.-F.Leroy - Coffea vianneyi J.-F.Leroy - Coffea vohemarensis A.P.Davis & Rakotonas. - Coffea wightiana Wall. ex Wight & Arn. = Psilanthus wightianus (Wall. ex Wight & Arn.) J.-F.Leroy - Coffea zanguebariae Lour. |

## Fordítás
Ez a szócikk részben vagy egészben  a   Coffea című angol Wikipédia-szócikk ezen változatának fordításán alapul.  Az eredeti cikk szerkesztőit annak laptörténete sorolja fel. Ez a jelzés csupán a megfogalmazás eredetét és a szerzői jogokat jelzi, nem szolgál a cikkben szereplő információk forrásmegjelöléseként.